# 台灣藍寶
台灣藍寶，主要為生產於台灣東部海岸山脈的天藍色玉髓的俗稱，全稱為矽孔雀石藍玉髓。主要的成份是二氧化矽，內含矽孔雀石，而形成了海洋、天空藍、藍中帶綠等色。

## 歷史與發現
台灣原住民的文化史中，原住民有拿來當裝飾品或器物，日治時代時逢第二次世界大戰中期日本人需要天然礦產作為戰略物質，之後在花東海岸山脈發現有銅礦並開採，卻不識貨地將藍玉髓的原礦挖出後丟棄之，因此許多原礦的藍玉髓就這樣被丟棄在花東山區上，許多居民也會揀去收藏，不久被日本商人或寶石玩家一次旅途中發現這樣漂亮石頭，便以米與當地原住民交換原礦帶回日本，由於它是台灣發現的藍色寶石，所以日本人將它命名為太魯閣石（タロコ石）。
台灣藍寶目前在業界是商業名稱。名稱上的台灣是讓大家瞭解它是哪種原料，而不是定位成台灣所屬的原料。現今市面上所見之台灣藍寶多來自印尼。

## 產地
要範圍產在台灣東部海岸山脈從花蓮八里灣山系到台東都蘭的成廣澳山系之間，而其中產地最好的地點為都蘭山。

## 保養
台灣藍寶要注意不要被太陽光照射，溫度也不能超過100℃以上，不然會使藍玉髓的藍色褪色。不過越透明的藍玉髓（二氧化矽成分越純，矽孔雀石含量越低）褪色或變色的機率越低。建議平常沒有配戴時，可放置在乾淨的的瓶裝水裡，可保持水頭的淨亮度和透澤度，也可避免隨著氣溫氣候條件下的不必要的變色。